# Глумче
Глу́мче (болг. Глумче) — село в Бургаській області Болгарії. Входить до складу общини Карнобат.

## Населення
За даними перепису населення 2011 року у селі проживали 94 особи.
Національний склад населення села:
| Національність   | Кількість осіб | Відсоток |
| ---------------- | -------------- | -------- |
| болгари          | 69             | 74,2%    |
| цигани           | 24             | 25,8%    |
| турки            | 0              | 0%       |
| інша             | 0              | 0%       |
| не визначились   | 0              | 0%       |
| Всього відповіли | 93             |          |

Розподіл населення за віком у 2011 році:
Динаміка населення: